# Тайваньская народная партия (1927)
Тайваньская народная партия (кит. трад. 臺灣民眾黨, упр. 台湾民众党) — тайваньская политическая партия, существовавшая до 1931 года во времена японского владычества над островом. Основанная в 1927 году, номинально была первой политической партией Тайваня, на девять месяцев опередив основание Коммунистической партии Тайваня. Первоначально партия, члены которой придерживались умеренных и консервативных взглядов, к моменту ее запрета 18 февраля 1931 года превратилась в левую, ориентированную на рабочих партию.

## История
Партия выросла из конфликта внутри Тайваньской культурной ассоциации. К концу 1920-х годов в этой организации в значительной степени доминировали социалисты. Группа ее основателей собралась в первой половине 1927 года, чтобы спланировать альтернативную, более умеренную организацию. После того, как несколько их предложений были отклонены японскими властями, они, наконец, остановились на «Тайваньской народной партии» и сильно размытой, расплывчато сформулированной программе партии. В частности, новая партия официально открестилась от каких-либо амбиций по продвижению «национальной борьбы» и заявила о своем намерении использовать законные средства для «утверждения демократической политики», установления «разумной экономической политики» и реформирования «дефектов в социальных институтах». С точки зрения политики, партия защищала права тайваньцев на издание газет, необходимость преподавания тайваньского языка в государственных школах и отмену системы информаторов, известной как «Система Hoko».
Партия быстро росла. К концу 1927 года у нее было 15 отделений и 456 членов; среди них были многие видные представители элиты, включая землевладельцев, юристов и врачей. Однако расплывчатый устав партии вскоре породил проблемы: с одной стороны, уставу, по-видимому, удалось успокоить настороженные власти; с другой стороны, нечеткие формулировки имели эффект сокрытия некоторых из разделяющих идеологических разногласий среди членов партии. Во время короткого существования партии во внутренней политике доминировала борьба между левым крылом и правым крылом, за определение основных ценностей партии, особенно относительно «классового вопроса». В то время как левая фракция стремилась определить партию как представляющую интересы рабочих и крестьян, правая фракция заняла более умеренную позицию. В августе 1930 года ряд консерваторов покинули партию, чтобы сформировать Тайваньский альянс за самоуправление, возглавляемый Линь Сяньтаном.
По большей части партия не достигла своих целей. 7 июля 1927 года она выдвинуло «Заявление с рекомендациями», направленное премьер-министру Японии Хамагути Осати, в котором требовалось предоставить острову местную автономию и свободу слова. В следующем году она потребовал, чтобы губернатор колонии ввел народное, пропорционально представительное голосование в некоторые советы. Одним из исключительных триумфов заключался в том, что партия вынудила правительство выделить бюджет на создание лечебных центров для наркоманов, употребляющих опиум. Кроме того, партия успешно оказала международное давление, подав жалобы в Лигу Наций (членом которой Япония оставалась до начала 1930-х годов), которая затем направила своего представителя для расследования.
Когда гражданское правление уступило место новой, более жесткой фазе милитаризма на Тайване и в других японских колониях, судьба партии была решена. Как только четвертый съезд партии принял пересмотренный устав, власти приступили к запрету организации, Чан Вэйшуй и другие партийные лидеры были арестованы. В своем заявлении власти обвинили «левых, националистически настроенных членов» в контроле над партией и тайной работе по обеспечению независимости колонии. После смерти Чан Вэйшуя в августе 1931 года от брюшного тифа партия пришла в упадок и позже распалась.

## Идеология
Идеология партии сочетала в себе социалистические, националистические, а также либеральные элементы, подчеркивающие демократию и разделение властей. У партии была радикальная экономическая программа, направленная на перераспределение земли в пользу крестьян и устранение крупных землевладельцев, ликвидацию привилегированных классов на Тайване, а также реализацию программ по национализации крупных компаний и улучшению прав трудящихся. Она также включала освобождение тайваньского народа и восстановление суверенитета Тайваня от Японской империи. Многие пункты программы были в значительной степени вдохновлены Тремя народными принципами Сунь Ятсена.